# Андерманн, Фредерик
Фредерик Андерманн (англ. Frederick Andermann) (26 сентября 1930, Черновицы, Королевство Румыния — 16 июня 2019) — канадский невролог и эпилептолог, ставший известным благодаря своим исследованиям эпилепсии. Вместе с женой, невропатологом Евой Андерманн (урождённая Дойч), впервые описал синдром Андерманн.
Родился 26 сентября 1930 года в городе Черновцы в еврейской семье. После присоединения Северной Буковины к СССР в 1940 году с родителями, Адольфом (1889—1956) и Анной Андерманн (1896—1973), бежал на родину отца в Сучаву, оттуда в Бухарест. В годы Второй мировой войны его мать возглавляла детский дом для осиротевших еврейских детей из гетто Транснистрии. После войны семья покинула Румынию и некоторое время жила в Париже и Вене.
В 1950 году эмигрировал в Канаду, в город Монреаль. Является профессором Департамента неврологии, нейрохирургии и педиатрии Университета Макгилла. В 2003 году был награжден Правительством Квебека премией Уайлдер-Пенфилда. В 2006 году стал офицером Ордена Канады. Владел идишем, немецким, румынским и французским языками.
Его жена Ева (род. 1939, Пшемысль) с родителями пережила немецкую оккупацию сначала в Мельнице, потом в Бабинцах, где их укрывала украинская семья.

## Книги
- Andermann F, Lugaresi E, eds. Migraine and Epilepsy. Boston — London — Durban, et al, Butterworth 1987
- Andermann F, Rasmussen T, eds. Chronic Encephalitis and Epilepsy. Rasmussen’s Syndrome. Boston — London — Oxford, Butterworth-Heinemann 1991
- Andermann F, Rasmussen T, eds. Chronic Encephalitis and Epilepsy. Rasmussen’s Syndrome"". Boston — London — Oxford, Butterworth-Heinemann 1991
- Andermann F, Beaumanoir A, Mira L, et al, eds. Occipital Seizures and Epilepsies in Children. Colloquium of the Pierfranco e Luisa Mariano Foundation. Mariana Foundation Pediatric Neurology Series: 1. London — Paris — Rome, J. Libbey 1993
- Shorvon SD, Fish DR, Andermann F, Bydder GM, Stefan H, eds. Magnetic Resonance Scanning and Epilepsy. Proceedings of a NATO Advanced Research Workshop on Advanced Magnetic Resonance and Epilepsy, held October 1-3, 1992, in Chalfont St. Peter, Buckinghamshire, United Kingdom (NATO ASI Series; Series A: Life Sciences, Vol 264). New York — London, Plenum Press (New York, Springer Science + Business Media) 1994
- Andermann F, Aicardi J, Vigevano F, eds. Alternating Hemiplegia of Childhood (International Review of Child Neurology Series). New York, Raven Press 1994
- Guerrini R, Andermann F, Canapicchi R, et al, eds. «Dysplasias of Cerebral Cortex and Epilepsy». Philadelphia — New York, Lippincott — Raven 1996
- Beaumanoir A, Andermann F, Avanzini G, Mira L, eds. Falls in Epileptic and Non-epileptic Seizures During Childhood (Mariani Foundation Paediatric Neurology: 6). London — Paris — Rome — Sydney, J. Libbey 1997
- Gobbi G, Andermann F, Naccarato S, Banchini G, eds. Epilepsy and other Neurological Disorders in Coeliac Disease. London — Paris — Rome — Sydney, J. Libbey 1997
- Zifkin BG, Andermann F, Beaumanoir A, Rowan AJ, eds. Reflex Epilepsies and Reflex Seizures (Advances in Neurology, Vol 75). Philadelphia — New York Lippincott — Raven 1998
- Stefan H, Andermann F, Chauvel P, Shorvon SD, eds. «Plasticity in Epilepsy: Dynamic Aspects of Brain Function» (Advances in Neurology, Vol 81). Philadelphia — Baltimore — New York, et al, Lippincott Williams & Wilkins 1999
- Spreafico R, Avanzini G, Andermann F, eds. Abnormal Cortical Development and Epilepsy. From Basic to Clinical Science (Mariani Foundation Paediatric Neurology: 7). London, J. Libbey 1999
- Guerrini R, Aicardi J, Andermann F, Hallett M, eds. Epilepsy and Movement Disorders. Cambridge — New York — Port Melbourne, et al, Cambridge University Press 2002
- Beaumanoir A, Andermann F, Chauvel P, et al, eds. Frontal Lobe Seizures and Epilepsies in Children (Mariani Foundation Paediatric Neurology: 11). Montrouge, J. Libbey Eurotext 2003
- Hirsch E, Andermann F, Chauvel P, et al, eds. Generalized Seizures: From Clinical Phenomenology to underlying Systems and Networks (Progress in Epileptic Disorders, Vol 2). Montrouge — Esher, J. Libbey Eurotext 2006
- Shorvon SD, Andermann F, Guerrini R, eds. «The Causes of Epilepsy. Common and Uncommon Causes in Adults and Children». Cambridge — New York — Melbourne, et al, Cambridge University Press 2011